# Exército Nacional Indiano
O Exército Nacional Indiano (em hindi: Azad Hind Fauj, आज़ाद हिन्द फ़ौज; em inglês: Indian National Army ou INA) foi uma força armada do Arzi Hukumat-e-Azad Hind (Governo Provisório da Índia Livre) criada em 1942 por independentistas indianos que se aliaram ao Terceiro Reich e ao Império do Japão durante a Segunda Guerra Mundial, com a finalidade de derrubar o Raj Britânico e conquistar a independência da Índia.

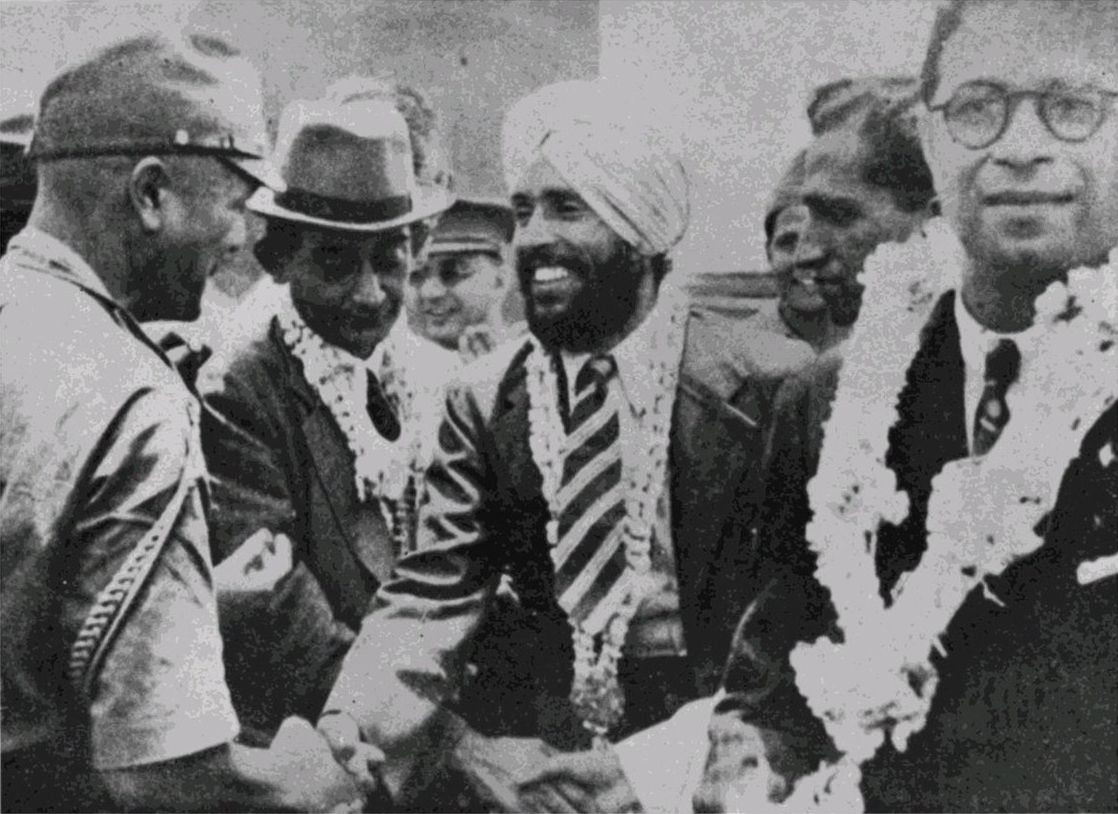
O major Fujiwara Iwaichi, da F Kikan (serviço de inteligência do Japão), cumprimenta o Capitão Mohan Singh, do Primeiro Exército Nacional Indiano (abril de 1942).

O INA lutou ao lado do Japão durante a Guerra da Birmânia, entre 1942 e 1945. Inicialmente, era formado sobretudo por prisioneiros de guerra indianos, que haviam sido capturados anteriormente pelas forças do Eixo, além de civis indianos recrutados na Malásia e na Birmânia, em  áreas sob controle e ocupação do Japão.